# Diselma archeri
Diselma archeri – gatunek zimozielonych krzewów i niewielkich drzew z rodziny cyprysowatych (Cupressaceae). Reprezentuje monotypowy rodzaj Diselma. Jest endemitem zachodniej części Tasmanii, gdzie rośnie w rejonie Cradle Mountain i jeziora St Clair na wysokościach od 1000 do 1350 m n.p.m.

## Morfologia
PokrójKrzew lub niewielkie drzewo osiągające od 2 do 8 m wysokości. Korona gęsta, ale rozpościerająca się szeroko. Kora łuszcząca się łuskowato, barwy szarobrązowej lub ciemnoszara.
LiścieŁuskowate i żywozielone, za młodu czerwono nabiegłe. Ułożone są na pędach naprzeciwlegle. Mają tylko 1 mm długości i ściśle przylegają do pędu, nachodząc na siebie. Na brzegu są cienkobłoniaste, na szczycie tępe.
Organy generatywneMikrosporofile (każdy z dwoma workami pyłkowymi) skupione po 6-8 w strobile wyrastające na końcach pędów. Strobile żeńskie mają kształt kulisty, osiągają ok. 1 cm szerokości i składają się z dwóch par łusek, z których tylko wyższa para jest płodna.
NasionaPowstają po 2 na płodnych łuskach (makrosporofilach). Każde nasiono o średnicy 2 mm zaopatrzone jest w trzy równe skrzydełka.